# IL Hødd
IL Hødd är en idrottsförening i Ulsteinvik, Norge som startades den 1 augusti 1919. Herrfotbollslaget spelade i Norges högsta division 1966, 1969-1972 och 1995. Hødd blev norska cupmästare 2012 efter att ha slagit Tromsø på straffar i finalen.
Herrfotbollslaget  spelar sina hemmamatcher på Høddvoll stadium, vars publikkapacitet är 4000, men ändå lyckades 14 000 åskådare komma in på en match mot Molde FK 1994.
Fotbollspersonligheter som Åge Hareide och Jan Åge Fjørtoft har bakgrund i Hødd.

### Fotnoter
1. ↑  ”Norsk cupskräll när Hödd vann”. Sportbladet. 25 november 2012. http://www.aftonbladet.se/sportbladet/fotboll/internationell/norge/article15832938.ab. Läst 2 december 2015.